# David Morris (esquiador)
David John Morris (Melbourne, 31 de agosto de 1984) es un deportista australiano que compite en esquí acrobático, especialista en la prueba de salto aéreo.
Participó en tres Juegos Olímpicos de Invierno, entre los años 2010 y 2018, obteniendo una medalla de plata en Sochi 2014, en la prueba de salto aéreo.
Ganó una medalla de bronce en el Campeonato Mundial de Esquí Acrobático de 2017.

## Medallero internacional
| Juegos Olímpicos   | Juegos Olímpicos       | Juegos Olímpicos  | Juegos Olímpicos |
| Año                | Lugar                  | Medalla           | Competición      |
| ------------------ | ---------------------- | ----------------- | ---------------- |
| 2014               | Sochi (Rusia)          | Medalla de plata  | Salto aéreo      |
| Campeonato Mundial |                        |                   |                  |
| Año                | Lugar                  | Medalla           | Competición      |
| 2017               | Sierra Nevada (España) | Medalla de bronce | Salto aéreo      |